# Aedes nishikawai
Aedes nishikawai är en tvåvingeart som beskrevs av Tanaka, Mizusawa och Saugstad 1979. Aedes nishikawai ingår i släktet Aedes och familjen stickmyggor. Inga underarter finns listade i Catalogue of Life.